# Qbit
Un qbit (de l'anglès qubit, de quantum bit) o bit quàntic és un sistema quàntic amb dos estats propis que es pot manipular de manera arbitrària.
Aquesta informació pot representar-se mitjançant l'estat d'un sistema quàntic binari (com per exemple, l'espín d'un electró). Matemàticament, pot descriure's com un vector de mòdul unitat en un espai vectorial complex bidimensional. Els dos estats bàsics d'un qbit són {\displaystyle |0\rangle } i {\displaystyle |1\rangle }, que corresponen al 0 i 1 del bit clàssic (es pronuncien: ket zero i ket un). Però a més, el qbit pot trobar-se en un estat de superposició quàntica (també denominat estat qbital pur) combinació d'aquests dos estats ({\displaystyle |0\rangle } + {\displaystyle |1\rangle }). En això és significativament diferent a l'estat d'un bit clàssic, que pot prendre només els valors 0 o 1.

## Representació matemàtica
Un qbit es representa com una superposició o combinació lineal de dos estats bàsics {\displaystyle |0\rangle } i {\displaystyle |1\rangle } :
{\displaystyle |\psi \rangle =\alpha |0\rangle +\beta |1\rangle }
on α y β s'anomenen amplituds de probabilitat i són nombres complexos. Els quadrats d'aquests coeficients representen la probabilitat d'obtenir en una mesura els resultats {\displaystyle |0\rangle } i {\displaystyle |1\rangle }. Donat que la probabilitat total ha de ser igual a 1, llavors cal que es verifiqui l'equació :
{\displaystyle \|\alpha \|^{2}+\|\beta \|^{2}=1}
on 
{\displaystyle \alpha =\mathrm {e} ^{\mathrm {i} \phi /2}\cos(\theta /2)}
{\displaystyle \beta =\mathrm {e} ^{-\mathrm {i} \phi /2}\sin(\theta /2)}
i llavors : 
{\displaystyle \left|\psi \right\rangle =\mathrm {e} ^{\mathrm {i} \phi /2}\cos(\theta /2)\left|0\right\rangle +\mathrm {e} ^{-\mathrm {i} \phi /2}\sin(\theta /2)\left|1\right\rangle }

## Representació física
Qualsevol estat quàntic de 2 nivells es pot emprar per a representar un qbit. Per exemple:
| Variable física  | Nom          | Estat {\displaystyle \|0\rangle } | Estat {\displaystyle \|1\rangle } |
| ---------------- | ------------ | --------------------------------- | --------------------------------- |
| Fotó             | Polarització | Horitzontal                       | Vertical                          |
| Electró          | Espín        | Amunt                             | Avall                             |
| Punt quàntic     | Espín        | Amunt                             | Avall                             |
| Efecte Josephson | Corrent      | Sentit horari                     | Sentit antihorari                 |

## Exemples de circuits quàntics reals
| Fabricant | Data         | Nombre de qbits | Més informació |
| --------- | ------------ | --------------- | -------------- |
| Google    | 2016         | 9               | [ 4 ]          |
| IBM       | 2017         | 17              | [ 5 ]          |
| IBM       | previst 2018 | 49              | [ 5 ]          |